# Borszczów (przystanek kolejowy)
Borszczów (ukr. Борщів) – przystanek kolejowy w pobliżu miejscowości Borszczów, w rejonie kołomyjskim, w obwodzie iwanofrankiwskim, na Ukrainie. Położony jest na linii Lwów – Czerniowce.